# Pietro Mascagni
Pietro Mascagni (ur. 7 grudnia 1863 w Livorno, zm. 2 sierpnia 1945 w Rzymie) – włoski kompozytor. Uważa się go za drugiego (obok Ruggiera Leoncavalla) twórcę weryzmu w operze włoskiej.
Komponował głównie opery. Najbardziej znaną z nich jest Rycerskość wieśniacza (wł. Cavalleria rusticana).

## Życiorys
Pietro Mascagni urodził się w Livorno 7 grudnia 1863 roku. Ukończywszy trzynaście lat, rozpoczął naukę kompozycji. Uczęszczał do istniejącego w jego mieście rodzinnym Istituto Musicale. Pierwszy sukces kompozytorski odniósł, gdy miał lat osiemnaście, kantatą In filanda. W roku 1882 wyjechał do Mediolanu, gdzie po pomyślnym zdaniu egzaminów rozpoczął naukę u Amilcare Ponchiellego i M. Saladina. W Mediolanie poznał Giacomo Pucciniego; po pewnym czasie zaprzyjaźnili się.
Po trzech latach Mascagni zrezygnował z nauki w konserwatorium – między innymi dlatego, że regulamin szkoły zabraniał studentom publicznego wykonywania ich dzieł bez zgody profesora. Młody kompozytor czuł się niedoceniany. Na jego decyzji o porzuceniu studiów (co uczynił w roku 1885) zaważyły też nieporozumienia z profesorami. Przez następne dwa lata jeździł w trasy koncertowe po Włoszech wraz z trupami operetkowymi, w których pełnił funkcję dyrygenta. Gdy wrócił z podróży po kraju, otrzymał stanowisko dyrektora Societa Filarmonica w Cerignoli.
W roku 1889 Edoardo Sonzogno, mediolański wydawca, zorganizował konkurs na jednoaktową operę. Spośród siedemdziesięciu trzech zgłoszonych prac, najlepszą okazała się ta, która wyszła spod pióra Pietra Mascagniego – Rycerskość wieśniacza (Cavalleria rusticana). Jej prapremiera odbyła się w 1890 roku. Półtora roku później, w roku 1881, w tym samym miejscu, odnosi sukces następna opera Mascagniego – L’amico Fritz. Dzieło to jest zgoła inne od Cavallerii. Dostrzec w nim można m.in. wpływy francuskie – choćby dlatego, że rolę zalotnika bohaterki opery napisano na mezzosopran. Podstawą tej opery komicznej była nowela L’amico Fritz Emila Erckmanna i Aleksandra Chatriana, która miała także swoją adaptację teatralną. Libretto opery opracował Nicola Daspuro (występujący pod pseudonimem P. Suardon). Treścią opery są perypetie związane z zakładem o ożenienie młodego ziemianina z córką jego pracownika. Za największą wartość muzyki tej opery uznaje się jej melodyjność.
Sukcesy obu oper sprawiły, że wydawnictwo Sonzogna nawiązało z Mascagnim współpracę. Następne lata kompozytor spędzał głównie w wagonie kolejowym, podróżował bowiem po całej Europie. Odnosił ogromne sukcesy, dyrygując wykonaniami swych dzieł w teatrach operowych Wiednia, Paryża, Londynu. 10 listopada 1892 r. przyszedł kolejny sukces – w Teatro alla Pergola we Florencji publiczność bardzo przychylnie przyjęła czteroaktowe dzieło Mascagniego I Rantzau. Opera ta szybko jednak popadła w zapomnienie. Główną przyczyną porażki było słabe libretto, które nie było w stanie pobudzić inwencji kompozytora. Co ciekawe, napisali je twórcy libretta do Rycerskości wieśniaczej. Stworzony przez nich tekst I Rantzau był zanadto rozlewny i pozbawiony wyrazu. Początkowy sukces opery przypisać można jej wielu pięknym i melodyjnym fragmentom muzycznym (typowym dla języka muzycznego Mascagniego).
W 1895 r. Mascagni doczekał się realizacji tego ze swych dzieł, które cenił najbardziej – 16 lutego na scenie La Scali ujrzał operę Guglielmo Ratcliff. Znaczną jej część skomponował jeszcze przed napisaniem jednoaktówki Cavalleria rusticana. Był wówczas pod wrażeniem dramatu Heinricha Heinego – William Ratcliff. Przekładu tej północnoszkockiej tragedii dokonał Andrea Maffi. Mascagni zapragnął stworzyć w oparciu o nią wielki dramat muzyczny; próba skomponowania opery nie do tekstu libretta, lecz do dramatu teatralnego nie powiodła się jednak. Ale opinie o tym dziele nie były jednoznacznie złe. Guglielmo Ratcliff spotkał się z wielkim uznaniem Giacomo Pucciniego, a także obdarzonego intuicją artystyczną i wyrafinowanym smakiem krytyka muzycznego Eduarda Hanslicka.
W roku 1895 wystawiono następną operę werystyczną twórcy Rycerskości wieśniaczej – Silvano. Rok później światła sceny w Pesaro ujrzało kolejne dzieło, nawiązujące do tematyki średniowiecznej i renesansowej – Zanetto. Jednoaktowa opera z librettem sporządzonym (według sztuki teatralnej Le Passant François Coppéego) przez Giovanniego Targioni-Tozzettiego i Guida Menasciego, także się publiczności spodobała. Tematem dzieła była wewnętrzna metamorfoza światowej damy, która z pustej, zimnej emocjonalnie lalki zmienia się (pod wpływem wyidealizowanego uczucia zakochanego młodzieńca) w osobę zdolną do miłości.
Mascagni – kompozytor „poszukujący” – tym razem zrezygnował z pełnej blasku instrumentacji na rzecz delikatnego, pastelowego tła. Być może właśnie owa skromność środków muzycznych odebrała Zanettowi szansę na trwały sukces. Ówcześni bywalcy opery oczekiwali widowisk bardziej efektownych.
Po okresie triumfów nastały dla Mascagniego „chude lata”. Funkcja dyrektora Liceo Musicale, którą pełnił w latach 1895–1902 w Pesaro, zaspokajając początkowo jego ambicje, stała się dlań z czasem zbyt absorbująca. Zbytnim obciążeniem okazało się też równoczesne realizowanie dwóch kontraktów: z wydawnictwem Giovanniego Ricordiego – na operę Iris i z wydawnictwem Edoarda Sonzogna – na operę Le maschere. W listopadzie 1898 r. w rzymskim Teatro Constanza publiczność bardzo entuzjastycznie przyjęła to pierwsze dzieło. Luigi Illica (twórca lub współtwórca także librett do oper wielu innych kompozytorów – np. Giacomo Pucciniego) dostarczył Mascagniemu libretto baśniowe, przepełnione japońską symboliką; miało ono zarazem znaczną wartość estetyczną. Do tej współczesnej legendy, której akcja toczy się w XIX-wiecznej Japonii, Mascagni skomponował muzykę niezwykle melodyjną, zabarwioną z lekka egzotycznym, dalekowschodnim kolorytem. Partie wokalne opery stanowiły spełnienie marzeń i ambicji najwybitniejszych śpiewaków operowych. Po prapremierze (na której partię tytułową śpiewała Hariclea Darclée) dzieło święciło prawdziwe triumfy na wielu światowych scenach operowych. Po pewnym jednak czasie Iris, podobnie jak jej poprzedniczki, znikła z repertuaru teatrów. Choć nigdy nie odmówiono wartości artystycznych jej librettu ani partyturze, dziś o Iris przeczytać można głównie w dziełach encyklopedycznych poświęconych historii gatunku.
W kolejnej operze Le maschere (Maski; 1901) Mascagni podjął próbę przywrócenia wspaniałych tradycji commedia dell’arte. Prapremiera tej komedii lirycznej odbywała się aż w sześciu miastach równocześnie. Już to świadczy o wielkiej popularności, jaką cieszył się twórca Rycerskości wieśniaczej. Sam dyrygował prapremierą rzymską, mediolańską zaś poprowadził Arturo Toscanini. Komponując – melodyjną, pełną subtelnego wdzięku i lekkości – muzykę do Masek, Mascagni w pewnym sensie sprzeniewierzył się własnemu credo artystycznemu, bo stworzył partyturę inspirowaną tradycyjną operą włoską, nawiązującą do dzieł Domenica Cimarosy i Gioacchina Rossiniego. Być może właśnie to odstępstwo od własnych przekonań artystycznych nie pozwoliło mu stworzyć dzieła w pełni autentycznego, co w konsekwencji przesądziło o nietrwałości sukcesu Masek.
16 marca 1905 r. publiczność zgromadzona w Théâtre du Casino w Monte Carlo miała okazję ocenić prapremierę kolejnej opery Mascagniego – dramatu muzycznego Amica. Libretto było dziełem paryskiego wydawcy muzycznego Paula de Choudensa (który pisał pod pseudonimem Paul Bérel). Jego niezbyt atrakcyjny pod względem dramatycznym tekst dostosował do potrzeb języka muzycznego poeta Paul Collin. Mimo pewnych słabości owego tworzywa literackiego, odpowiadało ono stylowi twórczości Mascagniego – dawało możliwości szerokiego prowadzenia scen, które konsekwentnie zdążały do tragicznego finału. Mascagniemu, który dyrygował prapremierą osobiście, udało się pozyskać doskonałych wykonawców z olśniewającą Geraldine Farrar w roli tytułowej. Przedstawienie miało efektowny kształt scenograficzny. Nic dziwnego, że owa miłosna tragedia spotkała się z bardzo entuzjastycznym przyjęciem. Arrigo Boito określił muzykę Amiki jako „największego i najczystszego Mascagniego, jaki kiedykolwiek został napisany”.
Współpracujący z Mascagnim od czasu tworzenia Rycerskości wieśniaczej librecista Giovanni Targioni-Tozzetti przełożył oryginalne, francuskie libretto Amiki na język włoski. Rzymska prapremiera dzieła odbyła się 13 maja 1905 r.
W roku 1904, po powrocie z tournée po USA, Mascagni osiadł w Rzymie. Tu powstały jego dwa kolejne dzieła operowe – w 1911 r. Isabeau, a w 1913 r. ogromnych rozmiarów Parisina. Premiera Isabeau odbyła się w Argentynie, w Buenos Aires. Twórcą baśniowego libretta Isabeau był Luigi Illica. Jego tekst nieco przypomina angielską legendę o Lady Godivie. Mąż głównej bohaterki – Leofric, hrabia Mercji – każe jej nago przejechać na koniu przez całe miasto. Angielska heroina tylko w ten sposób mogła uzyskać odeń obietnicę złagodzenia podatków dla poddanych. Powód ukarania w podobny sposób Isabeau (bohaterki opery) bardziej przemawiał do siedzących na widowni kobiet. Isabeau nie chciała poślubić narzucanego jej niekochanego mężczyzny. W historii o Lady Godivie podglądający nagą amazonkę krawiec został oślepiony, ale kara, która go spotkała była słuszna, gdyż czynił to dla własnej niecnej przyjemności. W libretcie Illiki, biedny sokolnik Folco, nieświadom zakazu, rzucił Isabeau kwiaty i dlatego został skazany na śmierć. Tytułowa bohaterka dramatu postanowiła podzielić jego los.
Partytura powstała latem 1910 roku, a więc w bardzo szybkim tempie. Kompozytor próbował odejść w niej od stylu werystycznego i dostosować się do modnych ówcześnie prądów dekadenckich. Najbardziej wartościowe fragmenty dzieła to jednak te, w których Mascagni pozostaje sobą. Włoskie premiery, które miały miejsce równolegle w mediolańskiej La Scali i w weneckim Teatro La Fenice publiczność i krytycy muzyczni ocenili negatywnie. Większe uznanie Isabeau zyskała w Chicago i Rio de Janeiro. Niezmiennym powodzeniem cieszyła się w Argentynie, nawet to nie usatysfakcjonowało jednak kompozytora, który popadł w głęboką depresję. Upragniony sukces przyniosła mu Parisina, której prapremiera odbyła się w La Scali w Mediolanie. Za kanwę libretta, napisanego przez Gabriela D’Annunzia, posłużyła nasycona silnymi namiętnościami historia księcia Nicola d’Este, który po odkryciu, iż jego młoda żona – Parisina – zdradza go, na dodatek z jego własnym synem, postanawia młodzieńca zabić. Operę, ujętą początkowo w monumentalne ramy czasowe, potem kompozytor skrócił, usuwając znaczną część aktu czwartego. Ani jednak ten zabieg, ani nawet wspaniała orkiestracja, jak również cechujące to dzieło bogata melodyka i ogromna ekspresja nie wprowadziły Parisiny na stałe do repertuarów teatrów operowych świata. 30 kwietnia 1917 roku w Teatro Costanzi w Rzymie odbyło się prawykonanie opery Mascagniego Lodoletta, które nie odbiło się szerszym echem. Los znów uśmiechnął się do kompozytora dopiero w maju roku 1921, kiedy to odniósł on wielki sukces dramatem lirycznym Il piccolo Marat (Mały Marat). Zespołem rzymskiego Teatro Costanzi dyrygował sam Mascagni, a w roli tytułowej wystąpił Hipólito Lázaro. Temat, związany z rewolucją francuską, wabił Mascagniego już wiele lat przedtem. Nie zadowoliła go wersja libretta, którą (na podstawie powieści Sous la terreur (Pod terrorem) Victora Martina) napisał Giovacchino Forzano, kompozytor jeszcze raz skorzystał z usług Giovanniego Targioni-Tozzettiego. Muzyka Małego Marata stanowi próbę nawiązania do werystycznego stylu Rycerskości wieśniaczej. Sukces najnowszej opery Mascagniego był w większym stopniu zasługą wykonawców oraz i dyrygenckiej Mascagniego niż samego dzieła. Tym niemniej dla kompozytora była to chwila triumfu.
Po raz ostatni Mascagni spróbował powtórzyć sukces Rycerskości wieśniaczej, pisząc operę Neron. Prapremiera (pod dyrekcją kompozytora) odbyła się 16 stycznia 1935 roku w La Scali. Podstawą libretta – które napisał znów Giovanni Targioni-Tozzetti – była tragikomedia Nerone Pietra Cossy. W warstwie muzycznej dzieła partia orkiestry pozostaje w cieniu, zaś miejsce eksponowane przypadło warstwie wokalnej. Neron nie przyniósł swemu twórcy sukcesu.
Mascagni mógł się chlubić także sukcesami pedagogicznymi. Do jego uczniów zaliczał się ceniony dyrygent operowy Riccardo Zandonai, który parał się również kompozycją. Był on twórcą na tyle interesującym, że cieszył się protekcją słynnego wydawcy Tito Riccordiego. 19 lutego roku 1914 w Teatrze Królewskim w Turynie z prawdziwym entuzjazmem przyjęto prapremierę opery Zandonaia Francesca da Rimini z Lindą Canetti w roli głównej. Dzieło długo pozostawało w repertuarach czołowych scen włoskich. Święciło także triumfy w Londynie, w Buenos Aires, w Rio de Janeiro, w Nowym Jorku i w Chicago.
W roku 1940, a więc w pięćdziesiątą rocznicę wystawienia opery Cavalleria rusticana, siedemdziesięciosiedmioletni już kompozytor dyrygował wykonaniami swego najsłynniejszego dzieła w najważniejszych teatrach operowych Włoch. Pięć lat później (dokładniej: 2 sierpnia roku 1945), w Rzymie, zmarł. W pamięci światowej publiczności pozostał twórcą jednej tylko opery – Cavalleria rusticana. Twórczość Mascagniego przypadła na okres regresji formy opery we Włoszech. Kompozytor w każdym swym dziele próbował zmienić istniejący stan rzeczy. Stosował ciekawe zabiegi harmoniczne i instrumentacyjne. Na często negatywny odbiór utworów Mascagniego wywarł wpływ tyleż jego słaby zmysł teatralny, przejawiający się nie zawsze szczęśliwym wyborem librett i/lub ich autorów, ile jego faszyzujące przekonania polityczne.
Zapowiedzi weryzmu tkwią wprawdzie już u podstaw takich oper jak Rigoletto (1851) czy La Traviata (1853) Giuseppe Verdiego, a w jeszcze większym stopniu w Carmen Georges’a Bizeta, ale dopiero Pietro Mascagni dziełem swego życia – Rycerskością wieśniaczą – przesądził o ostatecznym przyjęciu się nowego stylu w operze. Jemu przypadła w udziale rola odkrywcy nowych dróg. Weryzm przynosił odpowiedź na pytanie, dokąd zmierza opera po Verdim i Wagnerze. Co paradoksalne (ale i typowe), ten zrodzony we Włoszech prąd, odrzucając estetykę patosu, heroizmu, mistycyzmu i kierując uwagę na problemy i dramaty „zwykłych” ludzi, szukając możliwości „ubrania” w dźwięki nowych treści, źródła swe znalazł właśnie w tych wartościach, które odrzucił. Verdi przekazał muzyce werystycznej ducha skończenie pięknych melodii, Wagner zaś pozostawił w spadku zdobycze bogatej harmonii i orkiestracji, jak również nowatorskie rozwiązania formalne (zatarcie granic pomiędzy tzw. numerami – ariami, scenami, recitativami itp.).
Weryzm ukształtował także nowy etos śpiewu. Teraz nie wystarczyło już bel canto z jego urodą i technicznym mistrzostwem. Śpiewak operowy miał przede wszystkim stwarzać sugestywny obraz odtwarzanej postaci, a swą sztukę wokalną musiał podporządkować dramaturgii dzieła. Pierwsza odtwórczyni roli Santuzzy w Cavalleria rusticana – Gemma Bellincioni – była śpiewaczką na miarę potrzeb swego czasu. Podobnie jak największy tenor w historii wokalistyki, Enrico Caruso, dysponowała ona głosem o wielkiej skali i sile wyrazu, a co ważniejsze – rozumiała potrzebę łączenia bel canto z wymogami nowego stylu.
Pietro Mascagni dzięki sile swej intuicji artystycznej i swego talentu potrafił skorzystać z dokonań poprzedników, wnosząc do gatunku opery nowe myśli. Akcję swego pierwszego, najsłynniejszego dzieła operowego osadził w maleńkiej sycylijskiej wiosce, bohaterami dramatu czyniąc prostych wieśniaków. W miejsce scen miłosnych wprowadził duety nienawiści. Podkreślił rolę orkiestry, włączając w konstrukcję opery nastrojowe Intermezzo (nawiasem mówiąc, miał wzór w postaci Intermezza z Carmen Bizeta). Swoją inwencję melodyczną potrafił podporządkować wyrazowi dramatycznemu całości utworu. Muzyka jego z cudowną, zdawałoby się, łatwością przechodzi od beztroskiej, wręcz uwodzicielskiej do agresywnej, świadomie odstraszającej.
W Traviacie w partię Violetty Verdi wpisał fragmenty mówione. Zwyczaj ten, charakterystyczny dla weryzmu, utrwalił Pietro Mascagni w Rycerskości wieśniaczej. O śmierci Turiddu w końcowej scenie tragedii informuje nas okrzyk, jaki wydaje „una donna sola” („samotna kobieta”). I choć żadna z kolejnych oper twórcy Rycerskości wieśniaczej nie została dotąd należycie doceniona, warto podkreślić jeszcze jedną zasługę Mascagniego. Jeśli przyjmiemy, że weryzm ze swymi zdobyczami dźwiękowymi nakreślił linię prowadzącą ku impresjonizmowi, to – nie odmawiając bynajmniej wielkich zasług Giacomo Pucciniemu – należy przypomnieć, że pewne cechy tego ostatniego nurtu zawierała już jedna z partytur jego przyjaciela (przez pewien czas, kolegi z mediolańskiego konserwatorium): Iris. Zapewne z racji szybkiego i błyskotliwego sukcesu swej pierwszej opery mógł Mascagni później – ze względu na niepowodzenia (lub też powodzenie nietrwałe) jego kolejnych dzieł – czuć, że zasięg jego sławy i liczba sukcesów artystycznych nie zaspokaja w pełni jego ambicji. Z perspektywy czasu wydaje się, iż jego osiągnięcia warto byłoby ponownie przypomnieć i zweryfikować osąd na ich temat.

## Odznaczenia
- Krzyż Wielki Orderu Korony Włoch (1937)[2]
- Wieki Oficer Orderu śś. Maurycego i Łazarza (1921)[3]
- Wielki Oficer Orderu Korony Włoch (1912)[4]